# Phyllocosmus africanus
Phyllocosmus africanus là một loài thực vật có hoa trong họ Ixonanthaceae. Loài này được (Hook. f.) Klotzsch miêu tả khoa học đầu tiên năm 1857.